# Теорема Реллиха
В математическом анализе и дифференциальном исчислении теорема Реллиха — теорема о целых решениях дифференциального уравнения, доказанная в 1940 году Францем Реллихом.

## Формулировка
| Пусть в дифференциальном уравнении {\displaystyle {\dot {x}}=f(x,t)} правая часть является всюду сходящимся степенным рядом по {\displaystyle x,t} (целой функцией). Если имеется два решения {\displaystyle x=u(t)} и {\displaystyle x=v(t)}, которые являются целыми функциями {\displaystyle t}, то любое другое целое решение {\displaystyle x=w(t)} имеет вид {\displaystyle w(t)=u(t)+(v(t)-u(t))c} при надлежащим образом выбранной константе {\displaystyle c}. Если {\displaystyle f(x,t)} не является линейной функцией {\displaystyle x}, то имеется не более чем счётное число констант {\displaystyle c_{n}}, при которых выражение {\displaystyle u(t)+(v(t)-u(t))c_{n}} является решением и множество {\displaystyle c_{n}} не может иметь конечной предельной точки. |

Последнее утверждение допускает обращение: всегда существует нелинейное дифференциальное уравнение с целой правой частью, имеющее бесконечную серию целых решений {\displaystyle u(t)+(v(t)-u(t))c_{n}} при любых заданных {\displaystyle u(t),v(t)}, не равных друг другу ни при каком значении {\displaystyle t}, и любом наборе чисел {\displaystyle c_{n}} (имеющих предельную точку разве лишь на бесконечности).

## Следствия
Следствием теоремы Реллиха является то, что общее решение {\displaystyle x=x(t,C)} нелинейного уравнения {\displaystyle {\dot {x}}=f(x,t)} с целой правой частью не может быть целой функцией от t, в то время как всякое линейное дифференциальное уравнение с целыми коэффициентами всегда имеет целое общее решение.